# Estádio Giuseppe Sinigaglia
O Estádio Giuseppe Sinigaglia é o estádio municipal de futebol da cidade de Como, na província de Como, na região da Lombardia. Única equipe de futebol profissional da cidade, o Como, é o clube mandante neste estádio.
Foi construído no governo de Benito Mussolini e o projeto foi gerido pelo arquiteto Giovanni Greppi. Sua construção foi um dos primeiros exemplos da chamada arquitetura racionalista na Itália.

## História
O estádio, na sua inauguração, foi equipado com duas pistas, uma para o ciclismo (de 500 metros) e outra para o atletismo (de 450 metros), ao redor do campo de futebol. A capacidade do estádio na época da inauguração era de 6 mil espectadores.
Foi construído para as celebrações do Giro d'Italia de 1927 (competição de ciclismo) e na época possuía uma arquitetura de vanguarda, muito graças ao velódromo, além do anel de uma das curvas (parabólica) considerada uma das mais desafiadoras da Europa na ocasião..
O estádio foi inaugurado em 30 de julho de 1927. 

### Nomenclatura
O nome do estádio é uma homenagem ao remador e militar italiano, nascido em Como, Giuseppe Sinigaglia, que morreu em combate durante a Primeira Guerra Mundial.

### Partidas da Seleção Italiana de Futebol no estádio

#### Amistoso Internacional
| 01 de junho de 1990 |  | Itália | 4 – 1 | Hungria |

## Características
Outra particularidade do estádio é estar localizado na margem do Lago de Como, o qual que pode ser visto a partir das curvas e de dois setores diferentes do estádio.

## Apresentações Internacionais
Em 2004 a banda britânica Deep Purple realizou uma apresentação no estádio, fazendo parte do festival Monsters Of Rock Italy.